# Tour de l'Avenir 2014
Le Tour de l'Avenir 2014 est la 51e édition du Tour de l'Avenir, une compétition cycliste sur route ouverte aux coureurs espoirs de moins de 23 ans. La course se déroule du 23 août au 30 août 2014. Elle comporte un prologue suivi de 7 étapes entre Saint-Flour (Cantal) et La Toussuire (Savoie). Elle est la dernière course de l'UCI Coupe des Nations U23 2014.

## Étapes
| Étape     | Date    | Ville départ              | Ville arrivée          | km  | Vainqueur                  | Maillot Jaune                |
| --------- | ------- | ------------------------- | ---------------------- | --- | -------------------------- | ---------------------------- |
| Prologue  | 23 août | Saint-Flour               | Saint-Flour            | 4   | Campbell Flakemore (AUS)   | Campbell Flakemore (AUS)     |
| 1re étape | 24 août | Saint-Flour               | Brioude                | 145 | Kristoffer Skjerping (NOR) | Asbjørn Kragh Andersen (DEN) |
| 2e étape  | 25 août | Brioude                   | Saint-Galmier          | 143 | Caleb Ewan (AUS)           | Asbjørn Kragh Andersen (DEN) |
| 3e étape  | 26 août | Montrond-les-Bains        | Paray-le-Monial        | 143 | Daniel McLay (GBR)         | Asbjørn Kragh Andersen (DEN) |
| 4e étape  | 27 août | Saint-Vulbas              | Col de Solaison        | 165 | Ilya Davidenok (KAZ)       | Miguel Ángel López (COL)     |
| 5e étape  | 28 août | Bons-en-Chablais          | Les Carroz d'Arâches   | 82  | Dylan Teuns (BEL)          | Miguel Ángel López (COL)     |
| 6e étape  | 29 août | Saint-Gervais-les-Bains   | La Rosière-Montvalezan | 108 | Miguel Ángel López (COL)   | Miguel Ángel López (COL)     |
| 7e étape  | 30 août | Saint-Michel-de-Maurienne | La Toussuire           | 94  | Louis Vervaeke (Bel)       | Miguel Ángel López (COL)     |

## Résultats des étapes

### Prologue
|    | Coureur                | Pays        | Équipe          |    | Temps      |
| -- | ---------------------- | ----------- | --------------- | -- | ---------- |
| 1  | Campbell Flakemore     | Australie   | Australie       | en | 5 min 45 s |
| 2  | Davide Martinelli      | Italie      | Italie          | +  | 1 s        |
| 3  | Timo Roosen            | Pays-Bas    | Pays-Bas        | +  | 3 s        |
| 4  | Robert Power           | Australie   | Australie       | +  | 4 s        |
| 5  | Loïc Vliegen           | Belgique    | Belgique        | +  | 5 s        |
| 6  | Caleb Ewan             | Australie   | Australie       | +  | 6 s        |
| 7  | Daniel McLay           | Royaume-Uni | Grande-Bretagne | +  | 6 s        |
| 8  | Asbjørn Kragh Andersen | Danemark    | Danemark        | +  | 8 s        |
| 9  | Jérémy Maison          | France      | France          | +  | 9 s        |
| 10 | Louis Vervaeke         | Belgique    | Belgique        | +  | 10 s       |

|    | Coureur                | Pays        | Équipe          |    | Temps      |
| -- | ---------------------- | ----------- | --------------- | -- | ---------- |
| 1  | Campbell Flakemore     | Australie   | Australie       | en | 5 min 45 s |
| 2  | Davide Martinelli      | Italie      | Italie          | +  | 1 s        |
| 3  | Timo Roosen            | Pays-Bas    | Pays-Bas        | +  | 3 s        |
| 4  | Robert Power           | Australie   | Australie       | +  | 4 s        |
| 5  | Loïc Vliegen           | Belgique    | Belgique        | +  | 5 s        |
| 6  | Caleb Ewan             | Australie   | Australie       | +  | 6 s        |
| 7  | Daniel McLay           | Royaume-Uni | Grande-Bretagne | +  | 6 s        |
| 8  | Asbjørn Kragh Andersen | Danemark    | Danemark        | +  | 8 s        |
| 9  | Jérémy Maison          | France      | France          | +  | 9 s        |
| 10 | Louis Vervaeke         | Belgique    | Belgique        | +  | 10 s       |

### 1reétape
|    | Coureur                | Pays        | Équipe          |    | Temps           |
| -- | ---------------------- | ----------- | --------------- | -- | --------------- |
| 1  | Kristoffer Skjerping   | Norvège     | Norvège         | en | 3 h 37 min 31 s |
| 2  | Sjoerd van Ginneken    | Pays-Bas    | Pays-Bas        | +  | 0 s             |
| 3  | Asbjørn Kragh Andersen | Danemark    | Danemark        | +  | 0 s             |
| 4  | Daniel McLay           | Royaume-Uni | Grande-Bretagne | +  | 2 min 21 s      |
| 5  | Fernando Gaviria       | Colombie    | Colombie        | +  | 2 min 21 s      |
| 6  | Davide Martinelli      | Italie      | Italie          | +  | 2 min 21 s      |
| 7  | Ilya Davidenok         | Kazakhstan  | Kazakhstan      | +  | 2 min 21 s      |
| 8  | Owain Doull            | Royaume-Uni | Grande-Bretagne | +  | 2 min 21 s      |
| 9  | Tom Bohli              | Suisse      | Suisse          | +  | 2 min 21 s      |
| 10 | Mikel Aristi           | Espagne     | Espagne         | +  | 2 min 21 s      |

|    | Coureur                | Pays        | Équipe          |    | Temps           |
| -- | ---------------------- | ----------- | --------------- | -- | --------------- |
| 1  | Asbjørn Kragh Andersen | Danemark    | Danemark        | en | 3 h 43 min 24 s |
| 2  | Kristoffer Skjerping   | Norvège     | Norvège         | +  | 16 s            |
| 3  | Sjoerd van Ginneken    | Pays-Bas    | Pays-Bas        | +  | 44 s            |
| 4  | Campbell Flakemore     | Australie   | Australie       | +  | 2 min 13 s      |
| 5  | Davide Martinelli      | Italie      | Italie          | +  | 2 min 14 s      |
| 6  | Timo Roosen            | Pays-Bas    | Pays-Bas        | +  | 2 min 16 s      |
| 7  | Robert Power           | Australie   | Australie       | +  | 2 min 17 s      |
| 8  | Loïc Vliegen           | Belgique    | Belgique        | +  | 2 min 18 s      |
| 9  | Caleb Ewan             | Australie   | Australie       | +  | 2 min 19 s      |
| 10 | Daniel McLay           | Royaume-Uni | Grande-Bretagne | +  | 2 min 19 s      |

### 2eétape
|    | Coureur             | Pays        | Équipe          |    | Temps           |
| -- | ------------------- | ----------- | --------------- | -- | --------------- |
| 1  | Caleb Ewan          | Australie   | Australie       | en | 3 h 36 min 13 s |
| 2  | Magnus Cort Nielsen | Danemark    | Danemark        | +  | 0 s             |
| 3  | Alex Kirsch         | Luxembourg  | Luxembourg      | +  | 2 s             |
| 4  | Michael Gogl        | Autriche    | Autriche        | +  | 2 s             |
| 5  | Owain Doull         | Royaume-Uni | Grande-Bretagne | +  | 2 s             |
| 6  | Davide Martinelli   | Italie      | Italie          | +  | 2 s             |
| 7  | Dylan Teuns         | Belgique    | Belgique        | +  | 2 s             |
| 8  | Fernando Gaviria    | Colombie    | Colombie        | +  | 2 s             |
| 9  | Loïc Vliegen        | Belgique    | Belgique        | +  | 2 s             |
| 10 | Evgeny Shalunov     | Russie      | Russie          | +  | 2 s             |

|    | Coureur                | Pays      | Équipe    |    | Temps           |
| -- | ---------------------- | --------- | --------- | -- | --------------- |
| 1  | Asbjørn Kragh Andersen | Danemark  | Danemark  | en | 7 h 19 min 44 s |
| 2  | Kristoffer Skjerping   | Norvège   | Norvège   | +  | 16 s            |
| 3  | Sjoerd van Ginneken    | Pays-Bas  | Pays-Bas  | +  | 1 min 34 s      |
| 4  | Davide Martinelli      | Italie    | Italie    | +  | 2 min 09 s      |
| 5  | Caleb Ewan             | Australie | Australie | +  | 2 min 12 s      |
| 6  | Loïc Vliegen           | Belgique  | Belgique  | +  | 2 min 13 s      |
| 7  | Timo Roosen            | Pays-Bas  | Pays-Bas  | +  | 2 min 16 s      |
| 8  | Robert Power           | Australie | Australie | +  | 2 min 17 s      |
| 9  | Gianni Moscon          | Italie    | Italie    | +  | 2 min 20 s      |
| 10 | Derk Abel Beckeringh   | Pays-Bas  | Pays-Bas  | +  | 2 min 21 s      |

### 3eétape
|    | Coureur             | Pays        | Équipe          |    | Temps           |
| -- | ------------------- | ----------- | --------------- | -- | --------------- |
| 1  | Daniel McLay        | Royaume-Uni | Grande-Bretagne | en | 3 h 31 min 32 s |
| 2  | Magnus Cort Nielsen | Danemark    | Danemark        | +  | 0 s             |
| 3  | Fernando Gaviria    | Colombie    | Colombie        | +  | 0 s             |
| 4  | Federico Zurlo      | Italie      | Italie          | +  | 0 s             |
| 5  | Quentin Jauregui    | France      | France          | +  | 0 s             |
| 6  | Timo Roosen         | Pays-Bas    | Pays-Bas        | +  | 0 s             |
| 7  | Luka Pibernik       | Slovénie    | Slovénie        | +  | 0 s             |
| 8  | Sven Erik Bystrøm   | Norvège     | Norvège         | +  | 0 s             |
| 9  | Théry Schir         | Suisse      | Suisse          | +  | 0 s             |
| 10 | Rok Korosec         | Slovénie    | Slovénie        | +  | 0 s             |

|    | Coureur                | Pays      | Équipe    |    | Temps            |
| -- | ---------------------- | --------- | --------- | -- | ---------------- |
| 1  | Asbjørn Kragh Andersen | Danemark  | Danemark  | en | 10 h 51 min 16 s |
| 2  | Kristoffer Skjerping   | Norvège   | Norvège   | +  | 16 s             |
| 3  | Sjoerd van Ginneken    | Pays-Bas  | Pays-Bas  | +  | 1 min 34 s       |
| 4  | Loïc Vliegen           | Belgique  | Belgique  | +  | 2 min 13 s       |
| 5  | Timo Roosen            | Pays-Bas  | Pays-Bas  | +  | 2 min 16 s       |
| 6  | Robert Power           | Australie | Australie | +  | 2 min 17 s       |
| 7  | Gianni Moscon          | Italie    | Italie    | +  | 2 min 20 s       |
| 8  | Derk Abel Beckeringh   | Pays-Bas  | Pays-Bas  | +  | 2 min 21 s       |
| 9  | Michael Gogl           | Autriche  | Autriche  | +  | 2 min 22 s       |
| 10 | Jérémy Maison          | France    | France    | +  | 2 min 22 s       |

### 4eétape
|   | Coureur            | Pays       | Équipe     |    | Temps           |
| - | ------------------ | ---------- | ---------- | -- | --------------- |
| 1 | Ilya Davidenok     | Kazakhstan | Kazakhstan | en | 4 h 14 min 16 s |
| 2 | Sam Oomen          | Pays-Bas   | Pays-Bas   | +  | 3 s             |
| 3 | Miguel Ángel López | Colombie   | Colombie   |    | 42 s            |
| 4 | Pierre Latour      | France     | France     |    | 58 s            |
| 5 | Giulio Ciccone     | Italie     | Italie     |    | 1 min 05 s      |

|   | Coureur             | Pays      | Équipe    |    | Temps            |
| - | ------------------- | --------- | --------- | -- | ---------------- |
| 1 | Miguel Ángel López  | Colombie  | Colombie  | en | 15 h 08 min 48 s |
| 2 | Sam Oomen           | Pays-Bas  | Pays-Bas  | +  | 6 s              |
| 3 | Robert Power        | Australie | Australie |    | 27 s             |
| 4 | Pierre Latour       | France    | France    |    | 27 s             |
| 5 | Alexander Foliforov | Russie    | Russie    |    | 31 s             |

### 5eétape
|   | Coureur              | Pays      | Équipe    |    | Temps           |
| - | -------------------- | --------- | --------- | -- | --------------- |
| 1 | Dylan Teuns          | Belgique  | Belgique  | en | 2 h 21 min 09 s |
| 2 | Alexander Foliforov  | Russie    | Russie    | +  | 8 s             |
| 3 | Odd Christian Eiking | Norvège   | Norvège   |    | 8 s             |
| 4 | Robert Power         | Australie | Australie |    | 8 s             |
| 5 | Miguel Ángel López   | Colombie  | Colombie  |    | 8 s             |

|   | Coureur             | Pays      | Équipe    |    | Temps            |
| - | ------------------- | --------- | --------- | -- | ---------------- |
| 1 | Miguel Ángel López  | Colombie  | Colombie  | en | 17 h 30 min 05 s |
| 2 | Sam Oomen           | Pays-Bas  | Pays-Bas  | +  | 12 s             |
| 3 | Robert Power        | Australie | Australie |    | 27 s             |
| 4 | Pierre Latour       | France    | France    |    | 27 s             |
| 5 | Alexander Foliforov | Russie    | Russie    |    | 31 s             |

### 6eétape
|   | Coureur             | Pays      | Équipe    |    | Temps           |
| - | ------------------- | --------- | --------- | -- | --------------- |
| 1 | Miguel Ángel López  | Colombie  | Colombie  | en | 3 h 18 min 05 s |
| 2 | Robert Power        | Australie | Australie | +  | 0 s             |
| 3 | Alexey Ribalkin     | Russie    | Russie    |    | 3 s             |
| 4 | Alexander Foliforov | Russie    | Russie    |    | 20 s            |
| 5 | Pierre Latour       | France    | France    |    | 38 s            |

|   | Coureur             | Pays      | Équipe    |    | Temps            |
| - | ------------------- | --------- | --------- | -- | ---------------- |
| 1 | Miguel Ángel López  | Colombie  | Colombie  | en | 20 h 48 min 10 s |
| 2 | Robert Power        | Australie | Australie | +  | 27 s             |
| 3 | Alexey Ribalkin     | Russie    | Russie    |    | 44 s             |
| 4 | Alexander Foliforov | Russie    | Russie    |    | 51 s             |
| 5 | Pierre Latour       | France    | France    |    | 1 min 05 s       |

### 7eétape
|   | Coureur             | Pays      | Équipe    |    | Temps           |
| - | ------------------- | --------- | --------- | -- | --------------- |
| 1 | Louis Vervaeke      | Belgique  | Belgique  | en | 3 h 05 min 44 s |
| 2 | Alexander Foliforov | Russie    | Russie    | +  | 34 s            |
| 3 | Alexey Ribalkin     | Russie    | Russie    |    | 34 s            |
| 4 | Miguel Ángel López  | Colombie  | Colombie  |    | 34 s            |
| 5 | Robert Power        | Australie | Australie |    | 37 s            |

|   | Coureur             | Pays      | Équipe    |    | Temps            |
| - | ------------------- | --------- | --------- | -- | ---------------- |
| 1 | Miguel Ángel López  | Colombie  | Colombie  | en | 23 h 54 min 28 s |
| 2 | Robert Power        | Australie | Australie | +  | 30 s             |
| 3 | Alexey Ribalkin     | Russie    | Russie    |    | 44 s             |
| 4 | Alexander Foliforov | Russie    | Russie    |    | 51 s             |
| 5 | Louis Vervaeke      | Belgique  | Belgique  |    | 1 min 15 s       |

## Classement général final
|    | Cycliste            | Équipe          |    | Temps            |
| -- | ------------------- | --------------- | -- | ---------------- |
| 1  | Miguel Ángel López  | Colombie        | en | 23 h 54 min 28 s |
| 2  | Robert Power        | Australie       | +  | 30 s             |
| 3  | Alexey Ribalkin     | Russie          |    | 44 s             |
| 4  | Alexander Foliforov | Russie          |    | 51 s             |
| 5  | Louis Vervaeke      | Belgique        |    | 1 min 15 s       |
| 6  | Pierre Latour       | France          |    | 2 min 25 s       |
| 7  | Emanuel Buchmann    | Allemagne       |    | 3 min 16 s       |
| 8  | Joaquim Silva       | Portugal        |    | 5 min 37 s       |
| 9  | Jérémy Maison       | France          |    | 5 min 54 s       |
| 10 | Tao Geoghegan Hart  | Grande-Bretagne |    | 8 min 56 s       |

### Classements annexes
|   | Cycliste               | Équipe   | Points |
| - | ---------------------- | -------- | ------ |
| 1 | Davide Martinelli      | Italie   | 68     |
| 2 | Fernando Gaviria       | Colombie | 67     |
| 3 | Asbjørn Kragh Andersen | Danemark | 37     |

|   | Cycliste           | Équipe    | Points |
| - | ------------------ | --------- | ------ |
| 1 | Miguel Ángel López | Colombie  | 75     |
| 2 | Robert Power       | Australie | 58     |
| 3 | Louis Vervaeke     | Belgique  | 49     |

| \| \| Équipe \| Pays \| \| Temps \| \| - \| ------------------ \| --------- \| -- \| ---------------- \| \| 1 \| Équipe de Russie \| Russie \| en \| 71 h 57 min 58 s \| \| 2 \| Équipe de France \| France \| + \| 16 min 07 s \| \| 3 \| Équipe d'Australie \| Australie \| \| 29 min 05 s \| |                    |           |    |                  |
| | Équipe             | Pays      |    | Temps            |
| 1 | Équipe de Russie   | Russie    | en | 71 h 57 min 58 s |
| 2 | Équipe de France   | France    | +  | 16 min 07 s      |
| 3 | Équipe d'Australie | Australie |    | 29 min 05 s      |

## Évolution des classements
| Étape              | Vainqueur            | Classement général     | Classement par points  | Classement de la montagne | Classement par équipes |
| ------------------ | -------------------- | ---------------------- | ---------------------- | ------------------------- | ---------------------- |
| P                  | Campbell Flakemore   | Campbell Flakemore     | Campbell Flakemore     | Non attribué              | Australie              |
| 1                  | Kristoffer Skjerping | Asbjørn Kragh Andersen | Asbjørn Kragh Andersen | Kristoffer Skjerping      | Pays-Bas               |
| 2                  | Caleb Ewan           | Asbjørn Kragh Andersen | Davide Martinelli      | Kristoffer Skjerping      | Pays-Bas               |
| 3                  | Daniel McLay         | Asbjørn Kragh Andersen | Fernando Gaviria       | Kristoffer Skjerping      | Pays-Bas               |
| 4                  | Ilya Davidenok       | Miguel Ángel López     | Fernando Gaviria       | Kristoffer Skjerping      | France                 |
| 5                  | Dylan Teuns          | Miguel Ángel López     | Fernando Gaviria       | Kristoffer Skjerping      | France                 |
| 6                  | Miguel Ángel López   | Miguel Ángel López     | Davide Martinelli      | Miguel Ángel López        | Russie                 |
| 7                  | Louis Vervaeke       | Miguel Ángel López     | Davide Martinelli      | Miguel Ángel López        | Russie                 |
| Classements finals | Classements finals   | Miguel Ángel López     | Davide Martinelli      | Miguel Ángel López        | Russie                 |